# میرهاشم امیرزاده شمس
میرهاشم امیرزاده شمس از سیاستمداران ایرانی بود، که در دوره‌  بیستم بعنوان نماینده بندرعباس در مجلس شورای ملی حضور داشت.

## زندگی‌نامه
میرهاشم امیرزاده شمس (زاده مهرماه ١٣٠٠ قشم) خیر و نیکوکار هرمزگانی است.  
در ۱۷ سالگی کسب و کار را آغاز کرد.
وی در دوره بیستم به عنوان نماینده بندرعباس در مجلس شورای ملی حضور یافت. 
میرهاشم امیرزاده شمس در تاریخ بهمن ماه سال ۱۳۹۴ در مجتمع تجاری مسکونی خود در بلوار طالقانی در سن ۹۴ سالگی دیده از جهان فروبست. 